# Krzysztof Pilarz
Krzysztof Pilarz (født 9. november 1980) er en polsk fodboldspiller, der spiller i Arka Gdynia.